# マーケット・バスケット
デモウラス・スーパーマーケット（英語: DeMoulas Super Markets, Inc.）はマーケット・バスケット（英語: Market Basket）の名称でアメリカ合衆国のニューハンプシャー州、マサチューセッツ州、メイン州などで79店舗のスーパーマーケットを展開する小売企業。創業以来、デモウラス家によって所有されている。
売上高は2016年期で41億4000万ドルに達しアメリカ合衆国で98番目に巨大な非公開企業（非上場企業）にランクインされている。

## 歴史

### 初期
1917年、ギリシャからの移民であるアタナシオス・（アーサー）・デモウラスと妻のエフロシーニ・デモウラスは新鮮な仔羊の肉を販売する食料品店デモウラス・マーケットをマサチューセッツ州ローウェルのアクレ地区に開いた。
1938年、世界恐慌が起きると店舗の売り上げの大部分が掛け売りで成り立っていたことから回収不能などで店舗差し押さえの危機に直面。夫妻の子どもの中で最年少だったテーレマコス（マイクとして知られる）は学校を中退し、店で常勤のスタッフとして働き始めたことで、最終的には差し押さえを避けるために必要な資金を稼ぐことが出来た。
1945年の第二次世界大戦後にはマイクの兄・ジョージが参加。戦後、アクレ地区で大量の住宅が建てられたことで多数の顧客を獲得することとなり、1950年にマイクとジョージの兄弟は二人で新たな店舗を開いた。1954年には兄弟で両親から会社を買い取り、1956年までにデモウラスの年間売上高は2年で2,000ドルから900,000ドルにまで拡大し、兄弟は新規店舗の出店攻勢を続けた。最終的に兄弟は両親から買い取った「個人商店」をわずか15年以内で15店舗を持つ近代的なスーパーマーケット・チャーンへと育て上げた。
1971年6月27日、ジョージ・デモウラスが故郷ギリシャへのバケーション（休暇）中に心臓発作で急死すると、兄と共同経営者であったマイクが同社の単独の経営者となった。それからも無くマイクはスーパーマーケットが置けるビールとワインの量（ライセンス）を制限する法律に対処するためにデモウラスとは異なる新しいスーパーマーケット・チェーンの展開を開始し、これらの店舗は最終的に「マーケット・バスケット」と名付けられ、マイク・デモウラスとその家族によって所有されることとなった。

### 訴訟
1990年、ジョージ・デモウラスの未亡人・エバンティアと（アーサー・S・デモウラスを含む）子どもたちが欺かれ会社の権利を奪われたとしてマイク・デモウラスを相手取り提訴。ジョージの相続人側はジョージの死後、ファミリーを世話することで信頼を得たマイクが相続人側にジョージの不動産の全てを売却させ、相続人側が保有していたデモウラス・スーパーマーケット株式84%を自身（マイク）の家族に極端に低い価格（捨て値）で売らせるためにその信用を利用し欺いたと主張した。一方、マイクはジョージの相続人たちが現金を求めておりデモウラスが配当を支払う予定がなかったことから同社の株式を売却することに喜んで応じたのだと反論した。
また、マイクはジョージの未亡人・エバンティアが子どもの養育費を確保するために株式を売却したいとマイクに頼み、長男のエヴァンは株式を売却した事で欧州で自動車レースのドライバーとしてのキャリアを始めることが出来たのだと述べた上で二人の娘フォンテーヌとダイアナは兄弟であるエヴァンが株式を売ってどれだけの金額を受け取ったかをみた後に株式を売却していたのだと主張した。
しかし、1988年に会社が配当を支払った事でジョージの相続人たちは自分たちのファミリーが株式を保有し、売却した株式を取り戻すために「過去を書き直す」ことが出来ればどれだけの富を得ることが出来るかを知った。ジョージの子どもたちは株式の売却と移転を認め多数の文書に署名していたことを認めているが、幼い頃から叔父を信頼しており、自分たちがあまりにも若すぎたこともあり自らが署名したものについてきちんと認識出来ていなかったとの主張を展開し、陪審員団はジョージの家族に有利な判決を下した。
前述の判決から数週間後、ジョージの息子アーサー・S・デモウラスはマイク・デモウラスが両家共同所有のファミリーカンパニーであるデモウラス・スーパーマーケットの資産をマーケット・バスケットなどのマイクとその家族が支配する企業に転用しているとして二つの目の訴えを起こした。84日間に及ぶ非陪審審理の末、マリア・ロペス裁判官は原告側に有利な判決を下し、不適切に転用された株式の配当金としてジョージの相続家に対して2億600万ドルを支払うよう命じた上で、株式の50.5%を同家に対して付与することを命じた。また、ロペス裁判官はその上でマーケット・バスケットを含むマイク・デモウラスとその家族が支配する企業の全ての資産をデモウラス・スーパーマーケットに譲渡し、マイク・デモウラスを同社の社長から解任することを言い渡した。
1990年9月初旬、デモウラス・スーパーマーケットの本社で6つの盗聴器が仕掛けられていたことが発覚した。マイク・デモウラス側は敵対しているマイク家の法的戦略を盗聴するためにアーサー・S・デモウラスが盗聴器を仕掛けたと主張。マイク・デモウラスの婿養子であるマイケル・ケッテンバッハは本社に盗聴器が仕掛けられた事でプライバシー権の侵害を受けたとしてアーサー・S・デモウラスを訴えたが1994年に陪審員団はアーサー・S・デモウラスに有利な判決を下した。

## 題材となった作品

### 書籍
- 『奇跡のスーパーマーケット』ダニエル・コーシャン、グラント・ウェルカー、太田美和子（訳）、集英社インターナショナル、2017年初版。